# Kozárovice

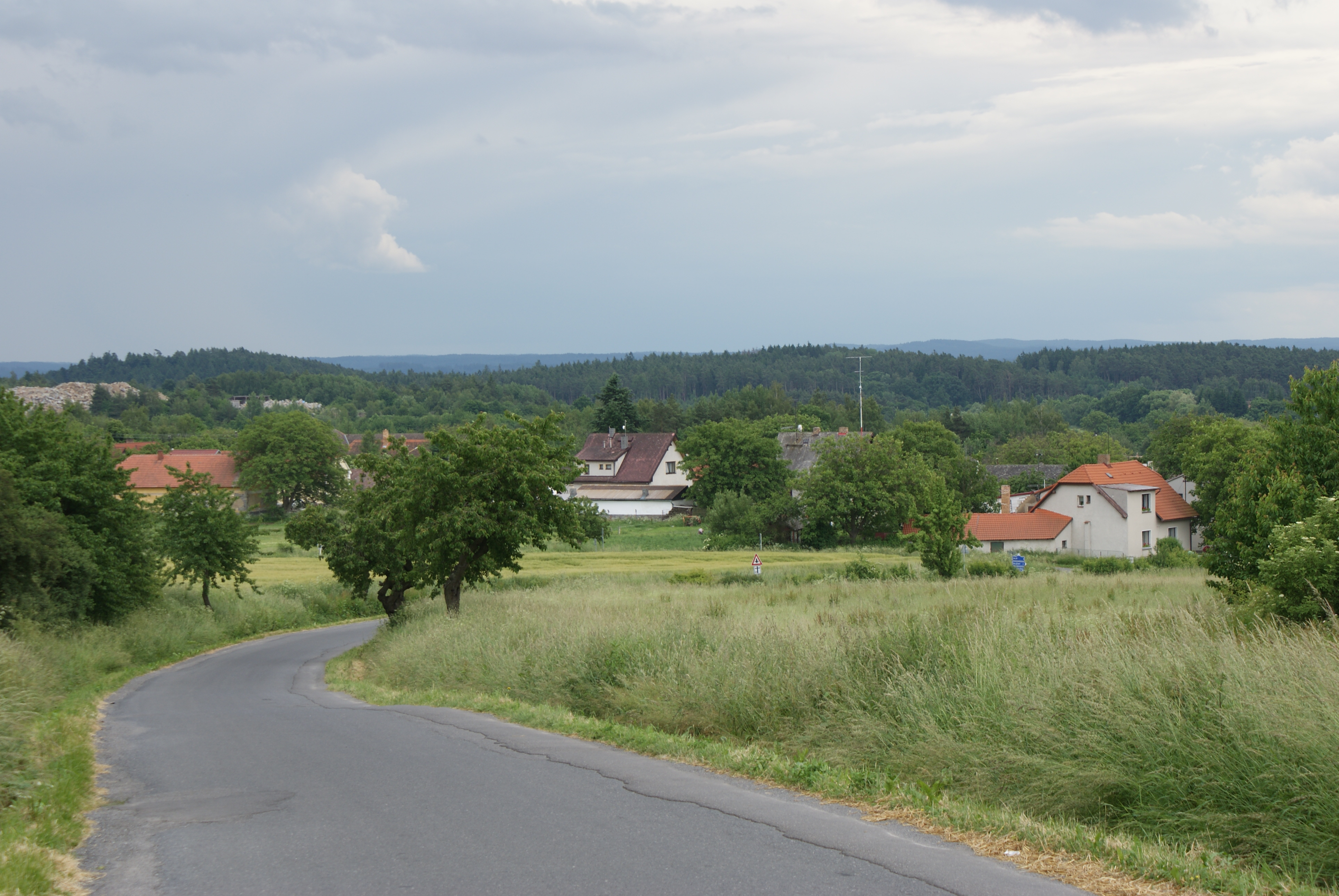
Blick auf Kozárovice

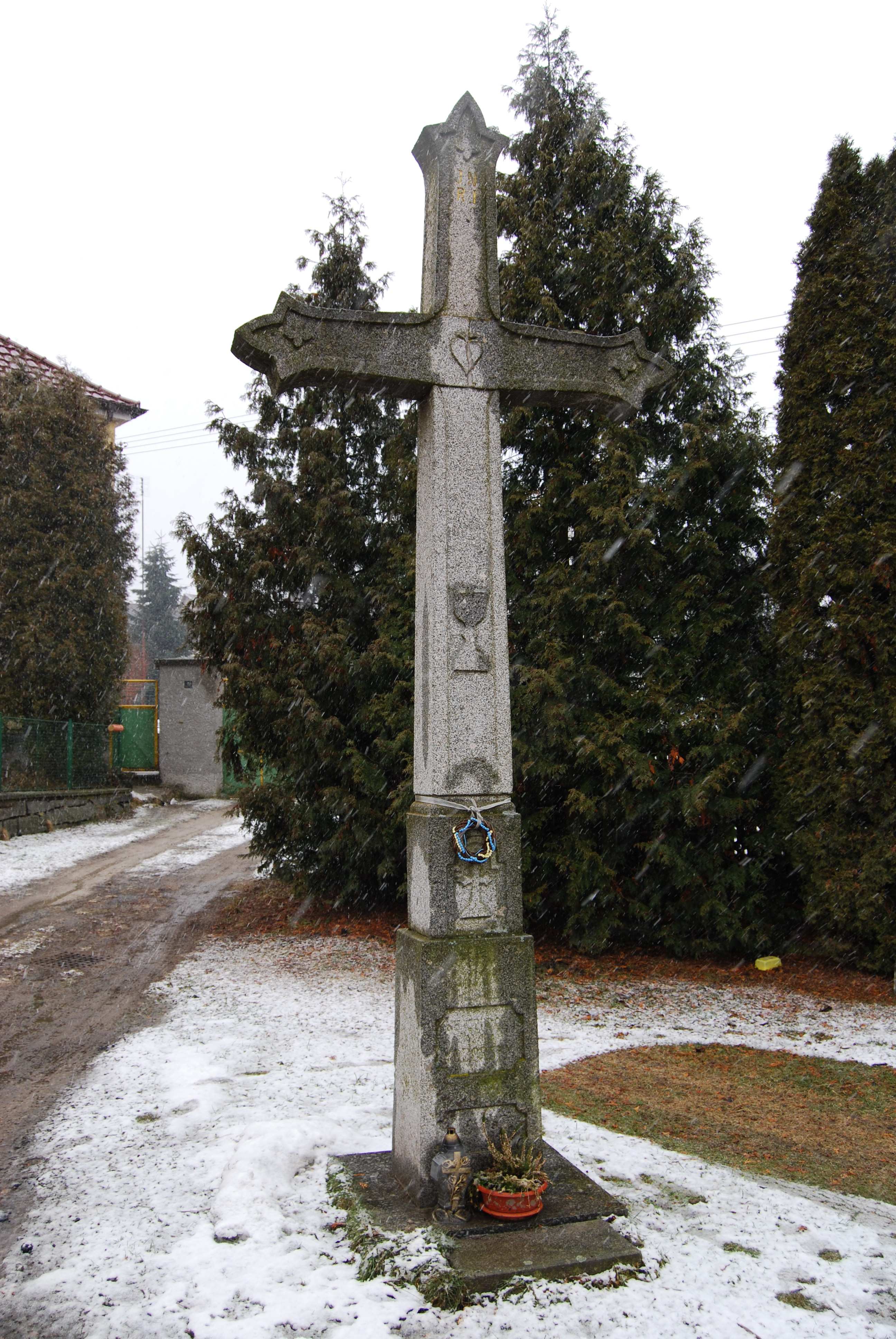
Kreuz auf dem Dorfplatz von Kozárovice

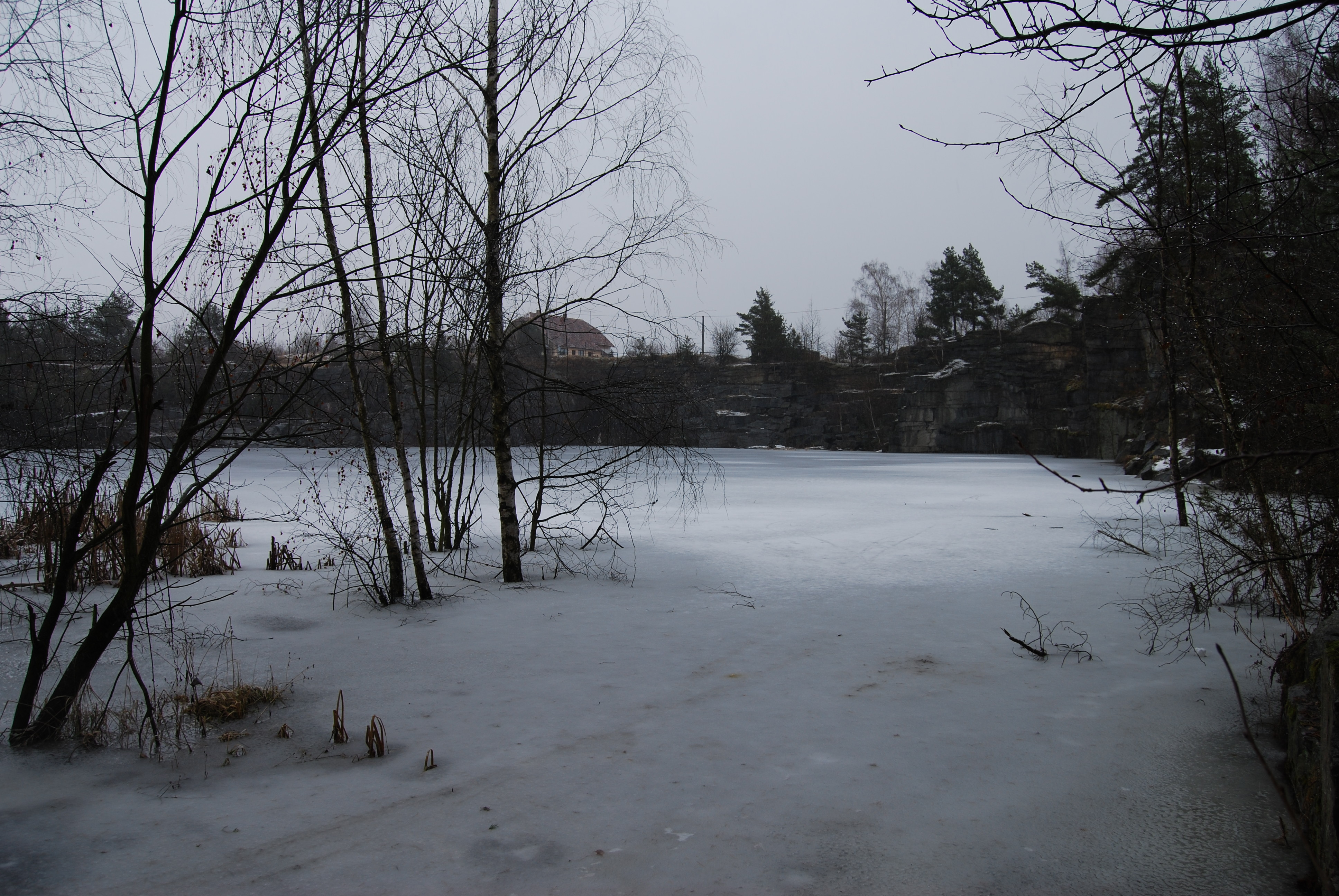
Abgesoffener Steinbruch bei Kozárovice

Kozárovice (deutsch Kosarowitz, früher Kozarowitz) ist eine Gemeinde in Tschechien. Sie liegt sieben Kilometer nordöstlich von Mirovice und gehört zum Okres Příbram.

## Geographie
Kozárovice befindet sich im Mittelböhmischen Hügelland. Das Dorf liegt am südöstlichen Fuße des Hügels Březina im Quellgebiet der Bäche Strašný potok und Zalužanský potok. Westlich verläuft die Staatsstraße I/4 zwischen Prag und Strakonice, gegen Osten befindet sich das mit dem Orlík-Stausee geflutete Moldautal. Nördlich erhebt sich der Doubek (555 m), im Osten die Baba (530 m) und die Sosna (506 m), südlich der Žďár (513 m) sowie im Nordwesten die Březina (568 m). Um Kozárovice liegen zahlreiche Steinbrüche.
Nachbarorte sind Hořice, Sedlečko und Bukovany im Norden, Na Drahách, Holušice, Lavičky, Těchnice, Trhovky und Koubalova Lhota im Nordosten, Šturmovky, Planina, Planá, Strašně, Kamenice und Vystrkov im Osten, Na Samotě, Anenský Dvůr, Holešice, Chrást, Radava und Pukňov im Südosten, Kožlí, Závist, Šerkov und Lety im Süden, Zalužany, Nová Vachanka und Sazka im Südwesten, Ohař, Řeteč und V Touškovském Lese im Westen sowie Svojšice, Tušovice, Kletice, Chraštičky und Vargač im Nordwesten.

## Geschichte
Archäologische Funde belegen eine frühzeitliche Besiedlung des Gemeindegebietes. Dabei wurden Reste einer bronzezeitlichen Hirtensiedlung der Grabhügelkultur entdeckt, die etwa zwischen 1400 und 1200 v. Chr. bestand. Das heutige Dorf wurde vermutlich zu Beginn des 9. Jahrhunderts von slawischen Siedlern angelegt.
Die erste urkundliche Erwähnung des Dorfes erfolgte im Jahre 1152, als Herzog Vladislav II. dem Johanniterorden u. a. die Herrschaft Varvažov mit Kozárovice überließ. Ihre Varvažover Güter unterstellten die Johanniter im Jahre 1402 dem neuerrichteten Großpriorat Strakonice.
Seit der zweiten Hälfte des 14. Jahrhunderts ist eine Teilung des Dorfes zwischen mehreren Grundherren nachweisbar. Außer dem zu Varvažov gehörigen Anteil bestand ein bischöflicher Anteil, der der Administration der bischöflichen Stadt Příbram unterstand. Zu welchem Zeitpunkt dieser Teil des Dorfes zu den Příbramer Gütern gelangte, ist nicht bekannt. Des Weiteren gab es auch einige Anwesen, die der königlichen Burg Klingenberg untertänig waren sowie einen halbfreien Karlsteiner Lehnhof, dessen erster nachweisbarer Besitzer 1399 eine Person namens Voleška war. Während der Hussitenkriege gehörten die verschiedenen Anteile des Dorfes durchweg Katholiken, jedoch befanden sich die umliegenden Herrschaften Mirotice, Mirovice, Březnice, Písek und Orlík in den Händen radikaler Taboriten. Dadurch geriet Kozárovice zwischen die Fronten der Kriegsgegner. Infolge der Hussitenkriege trat das Erzbistum Prag u. a. seine Příbramer Güter an die Böhmische Krone ab. Der Karlsteiner Lehnhof erlosch nach den Hussitenkriegen. In dieser Zeit wurde im Warwaschauer Anteil von Kozárovice ein Richter eingesetzt, dessen Gerichtsbarkeit auch Nevězice, Mlýn Korce, Žbonín, Krsice, Smetanova Lhota und Varvažov unterstanden. Der Breslauer Bischof und böhmische Großprior Jost von Rosenberg stellte 1464 eine große Summe für die Wiederherstellung der verkommenen Warwaschauer Güter zur Verfügung. Sein Nachfolger, Großprior Johann von Schwanberg verpfändete die Warwaschauer Güter 1499 an Jan Hroznata von Vrtba. Die Hofkammer verpfändete den an das Krongut Dobříš angeschlossenen Anteil von Kozárovice u. a. an Petr Pešík von Komárno, zwischen 1520 und 1534 an den Mirovicer Richter Václav Straka und im Jahre 1540 an den Vladike Sebastian von Reichenbach. Später wurde dieser Anteil an Christoph von Schwanberg auf Orlík verpfändet, der ihn 1579 für 350 Schock Meißnische Großen an Přibík Bukowansky Pinta von Bukowan verkaufte. Den Klingenberger Anteil von Kozárovice trennten die Herren von Schwanberg im 16. Jahrhundert von der Herrschaft Klingenberg ab und schlugen ihn der Herrschaft Worlik zu. Damit bestand Kozárovice aus einem Bukowaner, einem Worliker und einem Warwaschauer Anteil. Zu Beginn des 18. Jahrhunderts erfolgte infolge der Bukowaner Erbteilung durch die Brüder Morell eine weitere Aufteilung des Dorfes, bei der aus dem Bukowaner Anteil noch ein Řetscher Anteil entstand. Diese Teilung bestand bis 1720 und wurde durch die Wiedervereinigung von Bukowan und Řetsch zu einem Gut aufgehoben. Im Jahre 1720 bestand Kozárovice aus 15 Häusern, einem Wirtshaus sowie einem Forsthaus und hatte ca. 220 Einwohner. In der Mitte des 18. Jahrhunderts setzte durch Errichtung neuer Anwesen eine Erweiterung des Dorfes ein. Bei der Einführung der Hausnummern im Jahre 1771 standen in Kozárovice bereits 50 Häuser. Bis 1790 fand der Schulunterricht in der Pfarrschule von Chraštice statt, danach in der neu eröffneten Schule in Zalužany. Im Jahre 1816 kaufte Karl Philipp zu Schwarzenberg das Gut Bukowan auf und schlug es seiner Fideikommissherrschaft Worlik zu. Damit unterstanden der Bukowaner und Worliker Anteil demselben Grundherrn. Ab 1830 unterrichtete der Zalužaner Lehrer in den Wintermonaten die Kozárovicer Kinder vor Ort in einem vom Bauern Bašta dazu angemieteten Raum.
Im Jahre 1837 bestand Kozarowitz aus 76 Häusern mit 575 Einwohnern. Davon waren 34 Häuser zum Gut Bukowan, 32 Häuser einschließlich des Jägerhauses zur Herrschaft Warwaschau, zehn Häuser zur Herrschaft Worlik und ein Haus zum Gut Zalužany untertänig. Pfarrort war Groß-Kraschtitz. Im Jahre 1847 kaufte Karl II. Fürst zu Schwarzenberg auf Worlik die Herrschaft Warwaschau vom Johanniterorden. Damit gehörte ganz Kozarowitz zur Fideikommissherrschaft Worlik, blieb aber in seinen drei Anteilen nach Worlik, Bukowan bzw. Warwaschau untertänig. Das Dorf bestand 1848 aus 80 Häusern und hatte ca. 600 Einwohner. In der Mitte des 19. Jahrhunderts wurde mit dem Abbau von Granit begonnen.
Nach der Aufhebung der Patrimonialherrschaften bildete Kozárovice / Kozarowitz ab 1850 einen Ortsteil der Gemeinde Chraštice in der Bezirkshauptmannschaft Březnitz und dem Gerichtsbezirk Mirowitz. Ab 1855 gehörte das Dorf zum Bezirk Písek. Im Jahre 1858 entstand in Kozárovice ein eigenes Schulgebäude. 1873 lösten sich Bukovany, Holušice (mit Podholušice), Kozárovice und Sedlečko von Chraštice los und bildeten die Gemeinde Kozárovice. Diese bestand im Jahre 1888 aus 159 Häusern, in denen 1338 Personen lebten. Das Dorf Kozárovice hatte 908 Einwohner. Mit der Fertigstellung der Rakonitz–Protivíner Bahn erfuhr die Steinbrecherei ab 1875 einen großen Aufschwung, da der Granit nun von Mirovice aus mit der Bahn transportiert werden konnte und Kozárovice entwickelte sich zu einem Steinbrecherdorf. Im Jahre 1887 nahm die Gemeinde Kozárovice einen eigenen Steinbruch in Betrieb. Im selben Jahre gründete sich die Freiwillige Feuerwehr Kozárovice. Nachdem im Schuljahr 1887/88 die Zahl der Schüler auf 189 gestiegen war, wurde das Schulgebäude erweitert und eine dritte Klasse eingerichtet. In der Blütezeit der Steinbrecherei waren um 1900 in den verschiedenen Kozárovicer Granitbrüchen über 200 Personen beschäftigt. Im Jahre 1907 beantragten die Gemeindevertreter beim Landesausschuss die Trennung in zwei Gemeinden. Im Jahre 1910 lösten sich Bukovany, Holušice und Sedlečko von Kozárovice los und bildeten die Gemeinde Bukovany. Der Bau der Straße nach Zalužany erfolgte 1919.
Der seit dem Ersten Weltkrieg nur noch in reduziertem Umfang betriebene Granitabbau wurde ab 1924 wieder verstärkt. In den Jahren 1926/27 wurde Kozárovice elektrifiziert. Im Jahre 1932 hatte Kozárovice 738 Einwohner. 1948 wurden sämtliche Steinbrüche verstaatlicht. Wegen des geschwundenen Bedarfs an Pflastersteinen wurden ab 1960 nur noch die Brüche „Hromada“ und „Jan Soukup“ betrieben. Letzterer wurde später auch stillgelegt und auf seinem Gelände eine Halle zur Bearbeitung der Steine und Gesteinsschneiderei errichtet. Im Jahre 1960 wurde die Gemeinde Kozárovice dem Okres Příbram zugeordnet. Zwischen 1956 und 1961 entstand an der Moldau die Orlík-Talsperre, dabei wurden die Gemeinde Podskalí sowie die Ansiedlungen Bezík, Brousek, Návoz, Políčko aufgelöst und überflutet. Bei der Aufhebung der Gemeinde Podskalí wurde deren aus dem Dorf Vystrkov und dem ehemaligen Dorf Podskalí I bestehender linksmoldauischer Anteil Kozárovice zugeordnet. Das neue Gebäude der Gemeindeverwaltung und des Spritzenhauses entstand 1969. Im Zuge der Aufhebung der Gemeinde Bukovany wurde deren Ortsteil Holušice (mit Podholušice) am 26. November 1971 Kozárovice zugeschlagen. 1971 begann der Bau eines Kulturhauses, das 1978 eingeweiht wurde. Die Schule wurde im Juni 1973 geschlossen und im Oktober desselben Jahres ein Kindergarten eröffnet. 1984 erfolgte die Eingemeindung nach Zalužany. Am 1. Juli 1990 lösten sich Holušice, Kozárovice und Vystrkov wieder von Zalužany los und bildeten die Gemeinde Kozárovice. Das Dorf Kozárovice hatte im Jahre 1991 362 Einwohner. Der Kindergarten wurde 1998 wegen zu geringer Kinderzahl geschlossen.
Im Jahre 2001 lebten in den 201 Häusern der Gemeinde 322 Personen. Auf den Ortsteil Kozárovice entfielen dabei 172 Häuser und 297 Einwohner.
Heute werden bei Kozárovice von den Unternehmen Medigran, Intergranit und Příbramský průmysl kamene drei große Steinbrüche betrieben. Bei Vystrkov befindet sich am Orlík-Stausee ein Erholungszentrum.

## Gemeindegliederung
Die Gemeinde Kozárovice besteht aus den Ortsteilen Holušice (Holuschitz), Kozárovice (Kosarowitz) und Vystrkov (Wysterkow), der Ansiedlung Podholušice, der Ortslage Na Drahách sowie den Einschichten Anenský Dvůr (Annahof), Na Samotě und Strašně. Das Gemeindegebiet gliedert sich in die Kataster Holušice u Kozárovic, Kozárovice und Vystrkov (früher Podskalí I).
Zu Kozárovice gehören die Fluren der überfluteten Ansiedlungen Brousek (Brausek), Návoz (Nawos) und Podskalí I (Podskal links der Moldau).

## Sehenswürdigkeiten
- Burgstätte Vystrkov auf einem Sporn über dem Orlík-Stausee
- Kapelle in Kozárovice
- Denkmal für die Gefallenen des Ersten Weltkrieges in Kozárovice, enthüllt am 8. November 1921